# Ларроса, Омар
Ома́р Ру́бен Ларро́са (исп. Omar Larrosa; 18 ноября 1947, Ланус) — аргентинский футболист, полузащитник. Играл за клубы «Бока Хуниорс», «Архентинос Хуниорс», «Комуникасьонес», «Уракан», «Индепендьенте», «Велес Сарсфилд» и «Сан-Лоренсо де Альмагро». Провёл 11 матчей в составе сборной Аргентины. Чемпион мира 1978 года. С 2010 года работает ассистентом главного тренера в «Бока Хуниорс».

## Карьера

### Клубная
Ларроса начал профессиональную карьеру в 1967 году, в клубе «Бока Хуниорс» за который он выступал 3 года до 1969 года. В 1969 перешёл в «Архентинос Хуниорс», но через год вернулся в «Боку» с которой в 1970 году выиграл чемпионат Аргентины. В 1971 году Омар уехал в Гватемалу, где выступал за клуб «Комуникасьонес». В 1972 году Ларосса стал игроком «Уракана», и за 5 лет выступлений провёл в чемпионате 228 матчей, забив 42 мяча. В 1973 году с клубом он выиграл чемпионат Аргентины. В 1977 году он перешёл в «Индепендьенте», за который выступал не менее удачно, выиграв два чемпионата и проведя 156 матчей за 4 года. Завершал карьеру в клубах «Велес Сарсфилд» и «Сан-Лоренсо».

### В сборной
В сборной Ларосса дебютировал в 1977 году. На чемпионате мира 1978 года он сыграл в полуфинале и финале. Всего за сборную он провёл 11 матчей.